# 溫哥華公共圖書館

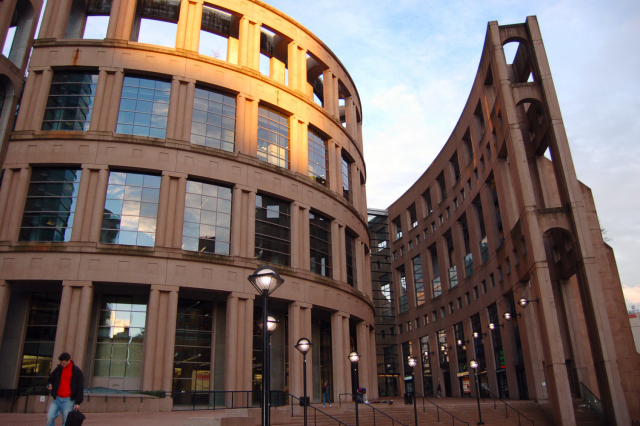
位於溫哥華市中心的溫哥華公共圖書館總館

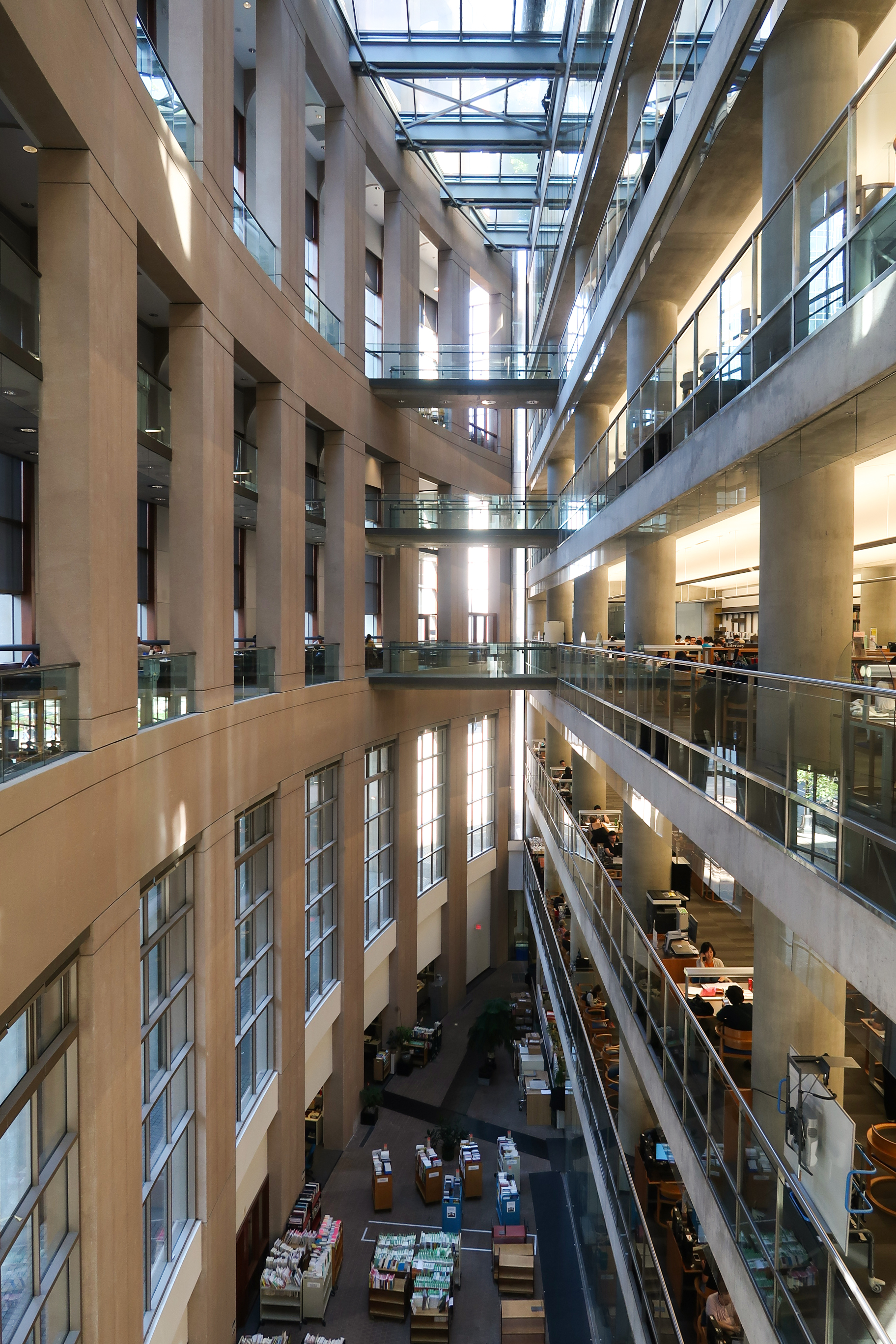
圖書館中庭

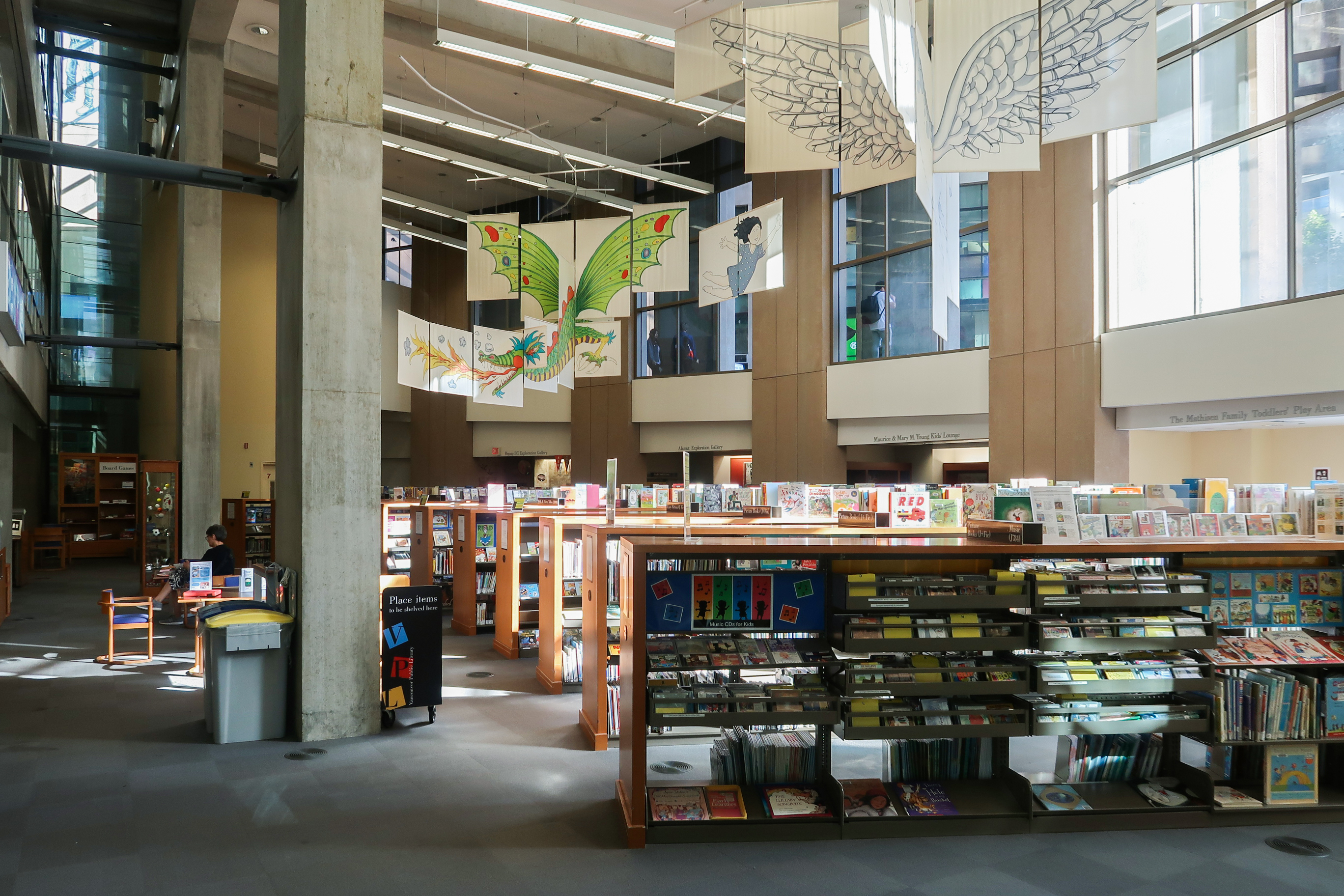
1樓兒童圖書館

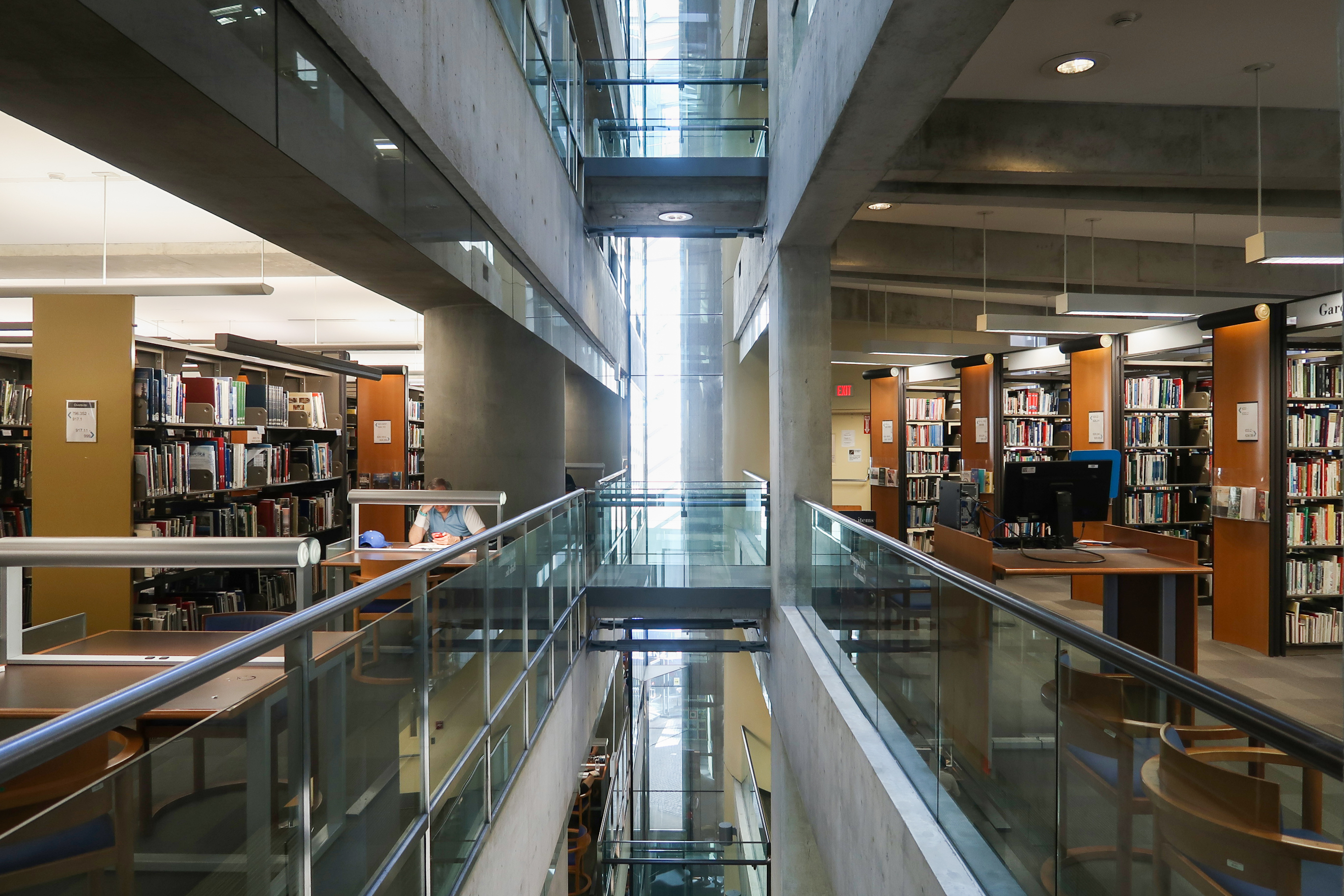
4樓圖書館

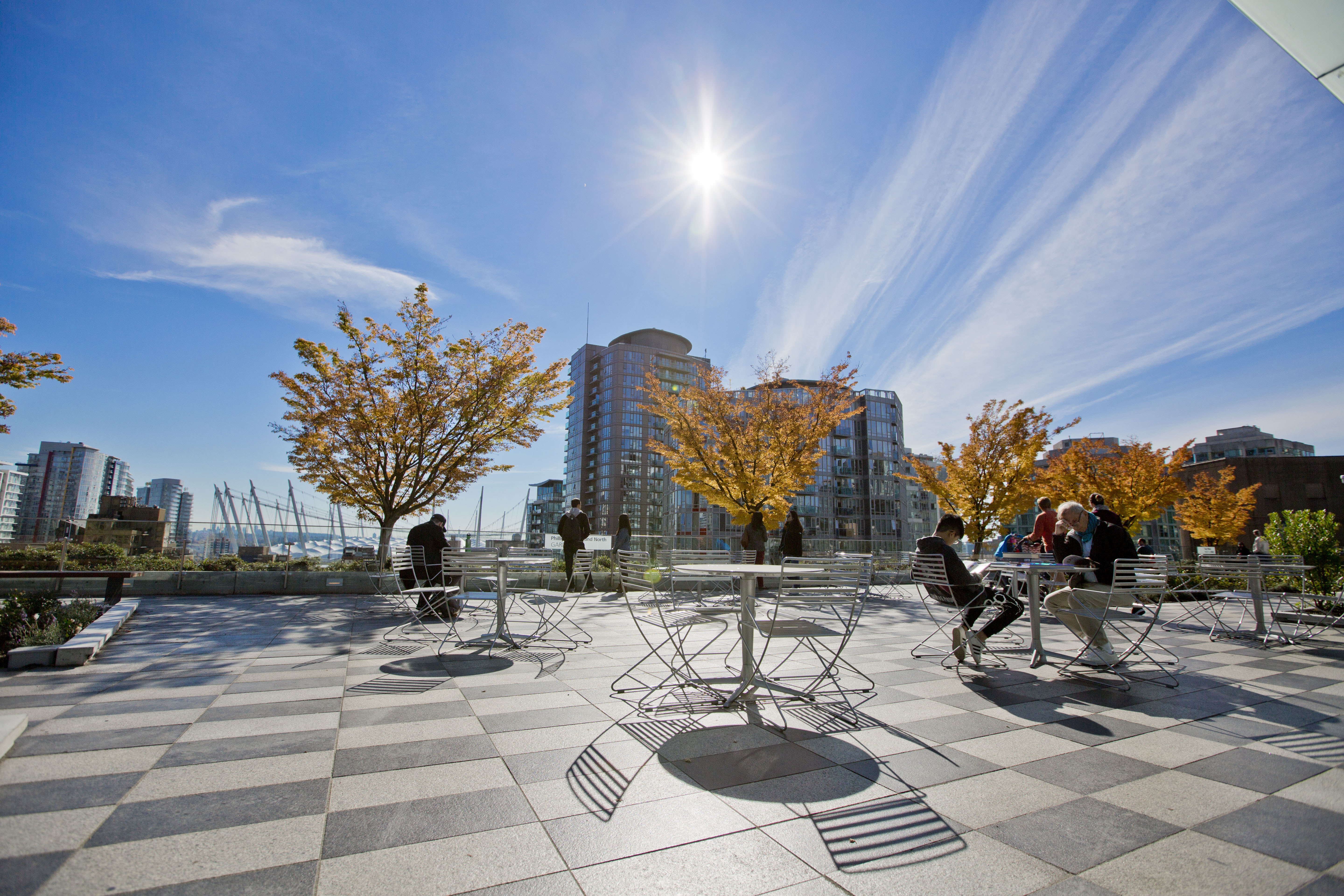
9樓佔地8000呎的空中花園在2018年加設

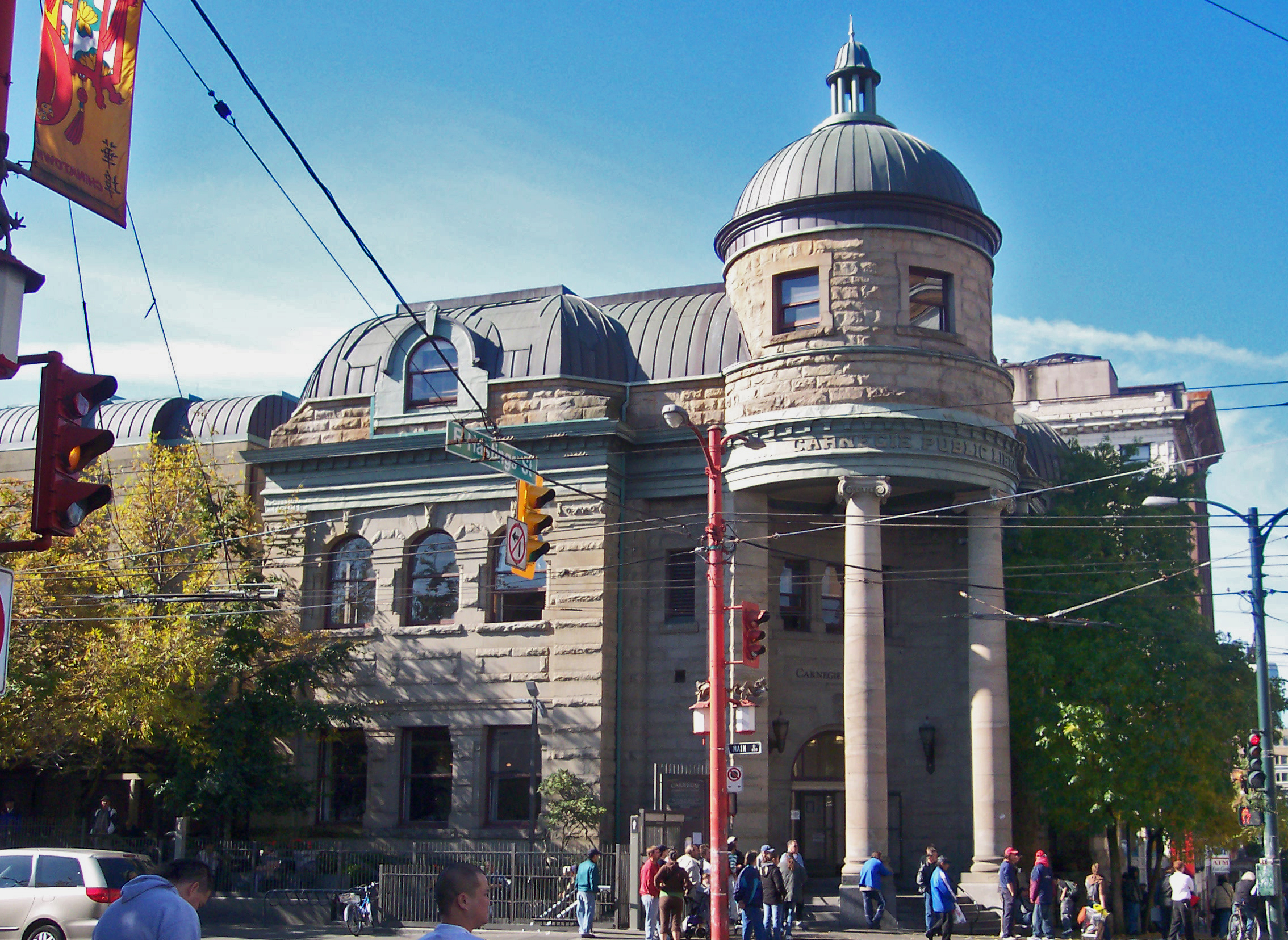
1903年至1957年的總館大樓（現卡内基社区中心）

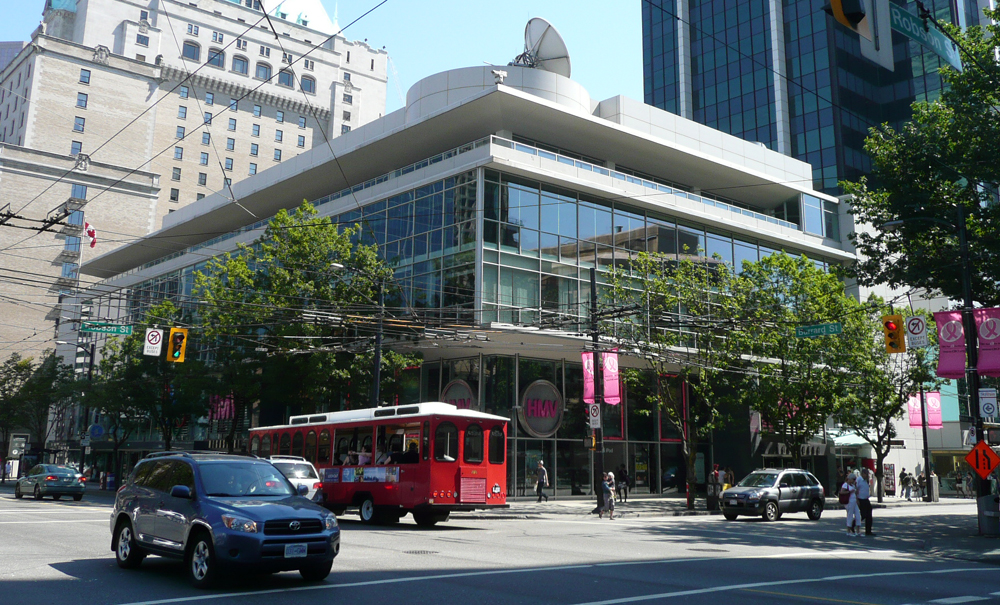
1957年至1995年的總館大樓

溫哥華公共圖書館（英語：Vancouver Public Library，簡稱VPL）是加拿大不列颠哥伦比亚省溫哥華的公共圖書館系統，經費由溫哥華市政府提供。總館位於溫哥華市中心的圖書館廣場，市内還有另外21間分館。系統收納資料包括書籍、視聽資料、報章、期刊、唯讀光碟數據庫及縮微資料等，總藏量超過267萬項，當中約一半藏於總館。持有溫哥華公共圖書館圖書證的用戶超過37萬3千人，而系統旗下的物資每年被用戶借閱逾900萬次。

## 歷史
喜士定木廠於1867年在布勒内灣沿岸的協利街盡頭開業，為溫哥華的現代史寫下序幕。木廠於1869年為員工設立會議室和圖書館，並將之命名為新倫敦技工學館（New London Mechanics Institute），後再改稱喜士定文學館（Hastings Literary Institute）。溫哥華於1886年正式設市後，喜士定文學館終止服務，並將館内的400本書籍捐贈予新成立的溫哥華閱覽室（Vancouver Reading Room）。到了1890年代末，閱覽室的空間已不敷應用，市政府遂於1901年向美國富商和慈善家安德魯·卡內基尋求捐款以興建新圖書館（見卡內基圖書館）。卡內基答應捐出5萬元，條件是市政府需撥出土地興建新館，此後並每年向圖書館提供5千元撥款；兩項條件均獲市政府同意。新圖書館建於喜士定街和緬街交界，毗鄰當時的溫哥華市政廳，並於1903年開幕。
1911年坊間開始出現興建分區圖書館的呼聲，館方遂於往後兩年間在市内開設八家分館。然而，一戰後市政府財務緊絀，八家分館被逼關閉。館方於1927年率先在基斯蘭奴區重開分館，多座分館亦於往後數十年間相繼啓用。
總館其後曾兩度搬遷：1957年遷至與洛遜街夾角的布勒街750號大樓，再於1995年遷至現址。現總館所在的圖書館廣場佔去市中心一整個街段，四方由佐治街、咸美頓街、洛遜街和荷馬街包圍。
2017年，耗資1500萬將9樓佔地8000呎的空中花園活化，在2018年9月對外開放。

## 圖書館
系統現時擁有一間總館和21間分館，如下：
- Central Library
- Britannia Branch
- Carnegie Branch
- Champlain Heights Branch
- Collingwood Branch
- Dunbar Branch
- Firehall Branch
- Joe Fortes Branch
- Fraserview Branch
- Hastings Branch
- Kensington Branch
- Kerrisdale Branch
- Kitsilano Branch
- Marpole Branch
- Mount Pleasant Branch
- Oakridge Branch
- Outreach Branch
- Renfrew Branch
- Riley Park Branch
- South Hill Branch
- Strathcona Branch
- West Point Grey Branch